# Tommy Musto
Tommy Musto (né le 15 septembre 1963) est un producteur et disc jockey américain de musique électronique, originaire de New York.

## Biographie
Tommy Musto se fait connaître dans les années 1980 et 1990 en tant que DJ et producteur musique électronique,. En 1990, il collabore avec un autre DJ new-yorkais, Frankie Bones, sous le nom de Musto and Bones, ce qui donne le tube Dangerous on the Dance Floor. Les deux hommes collaborent à de nombreux autres projets parallèles. En plus de travailler avec les premiers groupes américains de techno et rave, il produit également produit des remixes pour des artistes grand public tels que Céline Dion, Gloria Estefan et Michael Jackson.
Il travaille également comme conseiller en investissement au sein du Pinnacle Financial Group,. 